# NGC 1019

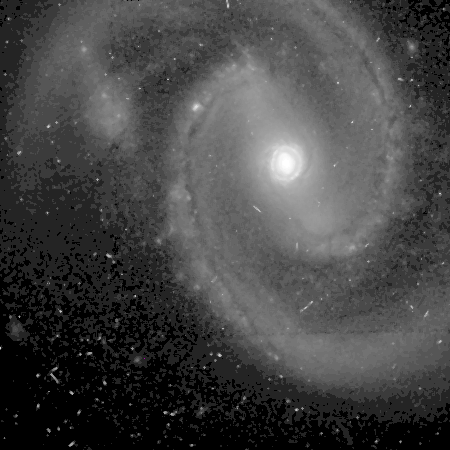
NGC 1019 par le télescope spatial Hubble.

NGC 1019 est une galaxie spirale barrée située dans la constellation de la Baleine. NGC 1019 a été découverte par l'astronome français Édouard Stephan en 1880.

## Caractéristiques
Sa vitesse par rapport au fond diffus cosmologique est de 7 067 ± 26 km/s, ce qui correspond à une distance de Hubble de 104,2 ± 7,3 Mpc (∼340 millions d'al).
La classe de luminosité de NGC 1019 est II-III et c'est une galaxie active de type Seyfert 1.5 (Sy 1.5).